# 佐齊夫卡
50°47′36″N 32°41′46″E / 50.79333°N 32.69611°E
佐齊夫卡（烏克蘭語：Зоцівка），是烏克蘭北部的村莊，隸屬切爾尼希夫州的普里盧基區。該村始建於1600年，面積0.06平方公里，海拔高度137米，2001年人口119，人口密度每平方公里2,163.6人。